# Лісвілл (Луїзіана)
Лісвілл (англ. Leesville) — місто (англ. city) в США, в окрузі Вернон штату Луїзіана. Населення — 5649 осіб (2020).

## Географія
Лісвілл розташований за координатами 31°8′25″ пн. ш. 93°16′30″ зх. д. / 31.14028° пн. ш. 93.27500° зх. д. (31.140188, -93.274865).  За даними Бюро перепису населення США в 2010 році місто мало площу 14,55 км², з яких 14,49 км² — суходіл та 0,06 км² — водойми.

### Клімат
| Клімат : Лісвілл      | Клімат : Лісвілл | Клімат : Лісвілл | Клімат : Лісвілл | Клімат : Лісвілл | Клімат : Лісвілл | Клімат : Лісвілл | Клімат : Лісвілл | Клімат : Лісвілл | Клімат : Лісвілл | Клімат : Лісвілл | Клімат : Лісвілл | Клімат : Лісвілл | Клімат : Лісвілл |
| Показник              | Січ.             | Лют.             | Бер.             | Квіт.            | Трав.            | Черв.            | Лип.             | Серп.            | Вер.             | Жовт.            | Лист.            | Груд.            | Рік              |
| Середній максимум, °C | 15,6             | 17,8             | 21,7             | 25,6             | 29,4             | 32,2             | 33,9             | 33,9             | 31,1             | 26,7             | 21,1             | 16,7             | 25,6             |
| Середній мінімум, °C  | 3,3              | 5,0              | 8,3              | 12,2             | 16,1             | 20,0             | 21,1             | 20,6             | 17,8             | 11,7             | 7,2              | 3,9              | 12,2             |
| Норма опадів, мм      | 127              | 117              | 119              | 119              | 132              | 117              | 114              | 97               | 97               | 99               | 127              | 147              | 1412             |
| --------------------- | ---------------- | ---------------- | ---------------- | ---------------- | ---------------- | ---------------- | ---------------- | ---------------- | ---------------- | ---------------- | ---------------- | ---------------- | ---------------- |
| Джерело: Weatherbase  |                  |                  |                  |                  |                  |                  |                  |                  |                  |                  |                  |                  |                  |

## Демографія
Згідно з переписом 2010 року, у місті мешкало 6612 осіб у 2748 домогосподарствах у складі 1590 родин. Густота населення становила 454 особи/км².  Було 3068 помешкань (211/км²).
Расовий склад населення:
| - 54,1 % — білих - 35,2 % — чорних або афроамериканців - 2,5 % — азіатів - 1,0 % — корінних американців - 0,5 % — вихідців з тихоокеанських островів - 2,6 % — осіб інших рас |

До двох чи більше рас належало 4,1 %. Частка іспаномовних становила 7,2 % від усіх жителів.
За віковим діапазоном населення розподілялося таким чином: 24,8 % — особи молодші 18 років, 62,2 % — особи у віці 18—64 років, 13,0 % — особи у віці 65 років та старші. Медіана віку мешканця становила 33,5 року. На 100 осіб жіночої статі у місті припадало 96,0 чоловіків;  на 100 жінок у віці від 18 років та старших — 94,1 чоловіків також старших 18 років.
Середній дохід на одне домашнє господарство  становив 46 667 доларів США (медіана — 37 900), а середній дохід на одну сім'ю — 54 716 доларів (медіана — 44 038). Медіана доходів становила 36 274 долари для чоловіків та 26 589 доларів для жінок. За межею бідності перебувало 22,6 % осіб, у тому числі 36,4 % дітей у віці до 18 років та 11,3 % осіб у віці 65 років та старших.
Цивільне працевлаштоване населення становило 2487 осіб. Основні галузі зайнятості: освіта, охорона здоров'я та соціальна допомога — 19,9 %, роздрібна торгівля — 16,6 %, мистецтво, розваги та відпочинок — 16,2 %.